# سنوفس للطاقة
كنوفس للطاقة. (تُعرف بـ se-nō-vus) هي شركة نفط متكاملة يقع مقرها الرئيسي في كالجاري ، ألبرتا .
تأسست في 1 ديسمبر 2009 عندما انقسمت انكانا إلى شركتين متميزتين،  مع كنوفس للطاقة لتصبح شركة نفط متكاملة مركزة. كانت بعض أصول كنوفس للطاقة مملوكة سابقًا لشركة بانكناديان والبيرتا للطاقة، وهما شركتا النفط والغاز الكنديتان اللتان اندمجتا لتأسيس انكانا في عام 2002.
في مارس 2017 ، توصلت كنوفس للطاقة إلى اتفاق لشراء حصة كونوكو فيلبس بنسبة 50٪ من مشاريع الرمال النفطية لشركة FCCL ، فضلاً عن معظم أصولها التقليدية بالمياه العميقة في ألبرتا وكولومبيا البريطانية.   تم إغلاق الصفقة في 17 مايو 2017. 
في يونيو 2017 ، أعلن الرئيس التنفيذي براين فيرجسون عزمه على التقاعد.  تم استبداله في 6 نوفمبر 2017 بأليكس بورباكس. 
تتداول أسهم كنوفس للطاقة في بورصتي تورنتو ونيويورك تحت الرمز CVE.

## بيئة
وقد تم الاعتراف كنوفس للطاقة لجهودها في الإشراف البيئي.  تواصل الشركة العمل على تحسين أدائها البيئي للهواء،  الأرض  والمياه.  تركز كنوفس للطاقة على تقليل تأثيرها على موائل الحياة البرية بشكل خاص للمساعدة في حماية انخفاض الغابات في المناطق الريفية . 

## سلامة
يتعين على الموظفين والموردين والمقاولين والاستشاريين فهم سياسات الشركة وممارساتها والعمل بها.  هناك تركيز قوي على أهمية القيادة الآمنة. كنوفس للطاقة هو مكان العمل الخالي من الكحول والمخدرات.

## الاستثمار المجتمعي
كنوفس للطاقة هي شركة ايماجن كندا للرعاية  هذا يعني أن الشركة تعطي واحد في المئة من أرباحها قبل الضرائب للمؤسسات الخيرية أو غير الربحية. منذ عام 2009 ، استثمرت الشركة أيضًا 1.8 مليار دولار على السلع والخدمات التي تقدمها شركات السكان الأصليين بالقرب من عملياتها. 

## سكن العمال
توفر كنوفس للطاقة مساكن للموظفين وغيرهم من العاملين المتعاقدين، المعروفين باسم «المعسكرات» ، والذين يعملون في مشاريعهم في كريستينا ليك وفوستر كريك ومواقع أخرى في شمال ألبرتا.  يضم عدد قليل من المخيمات الكبرى ما يصل إلى 800 شخص عندما تكون العمليات في ذروتها. تستخدم المخيمات التدبير المنزلي والمطبخ وفريق الدعم الفني والتقني، فضلاً عن كهربائيين ومساعدين طبيين يعملون ويعيشون لفترة قصيرة في الموقع كجزء من دورة التحول.

## روابط خارجية
- الموقع الرسمي
- تحالف ابتكار رمال النفط الكندية